# Palazzo Zorzi
Palazzo Zorzi è una antico palazzo situato nel centro storico di Mel; costruito nel 1510, fu per secoli sede della Magnifica Comunità di Mel ed è ora municipio del comune di Borgo Valbelluna.

## Storia
Nel 1422 la contea zumellese venne concessa alla famiglia Zorzi e nel 1622 lo zumellese Costantino Zorzi fu nominato consigliere del Serenissimo Ducal Dominio e portò la cittadina di Mel nelle grazie della Serenissima. Il ritratto del ben voluto signore di Mel (dal 1619 al 1642) Costantino Zorzi, accanto a quello della madre Lucrezia Zorzi, realizzato nel 1593 da autore ignoto per riconoscenza dell'attività svolta nella Magnifica Comunità di Mel, troneggia nell'attuale ufficio del sindaco della cittadina bellunese.
Il palazzo inizia la linea continua di edifici che racchiudono la piazza nel lato occidentale, a tale linea appartiene anche il Palazzo delle Contesse.
Di particolare interesse l'antico orologio della torre civica perfettamente funzionante.

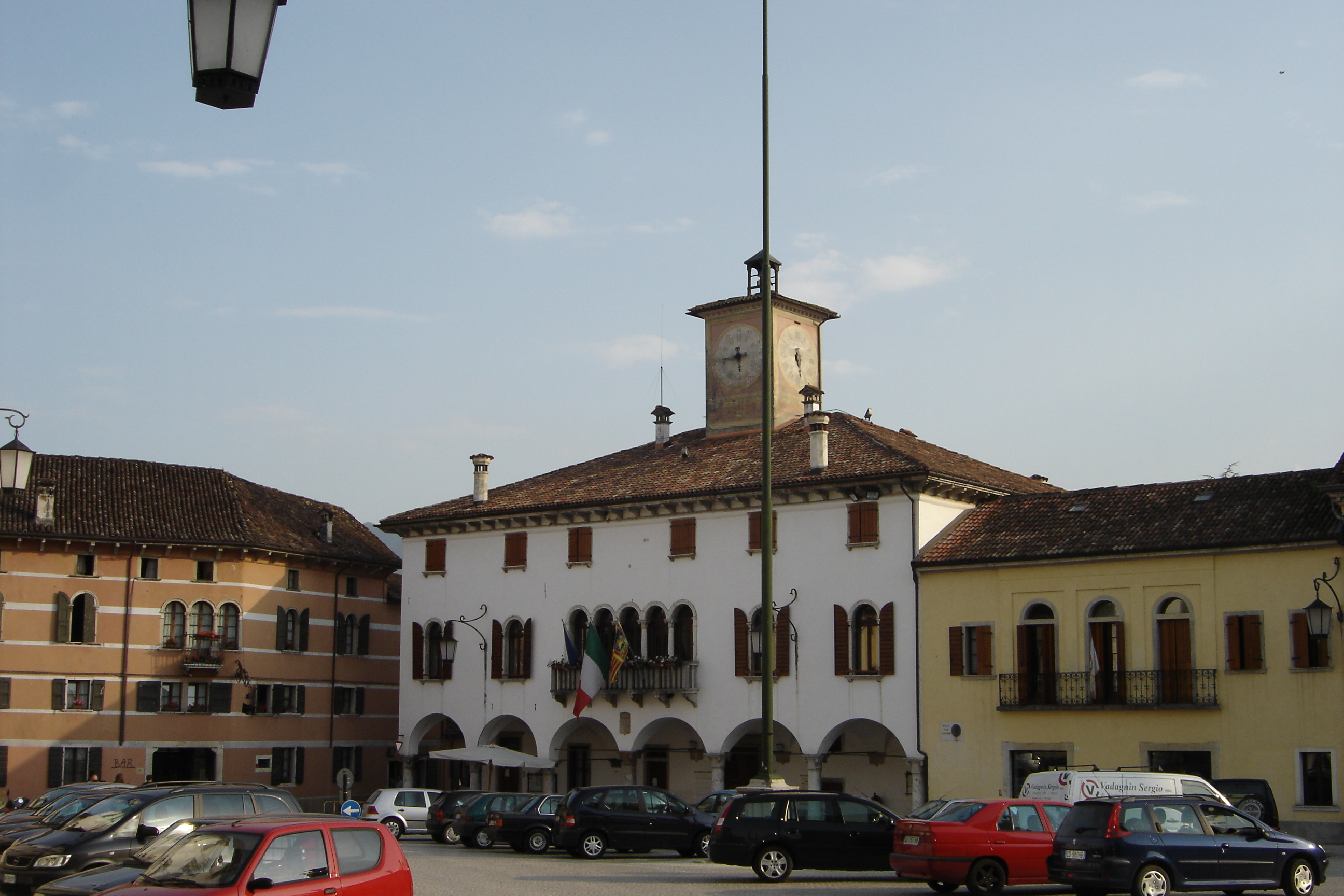
Piazza di Mel lato sud ovest